# 狄康卡近鄉夜話
《狄康卡近鄉夜話》（Вечера на хуторе близ Диканьки），尼古拉·果戈理的第一部小說集。它奠定了他在俄國文學史上卓越之地位。
所收集的幾篇小說大部分取材於俄羅斯的民間傳說，充滿著說神道怪的怪異色彩。果戈理此部小說描寫惡魔時幽默滑稽的筆法，道盡了人世間的不合理，因而被世人尊稱為俄國现实主义的大师。

## 外部連結
- Discussion and Criticism of the Dikanka tales